# Kim băng

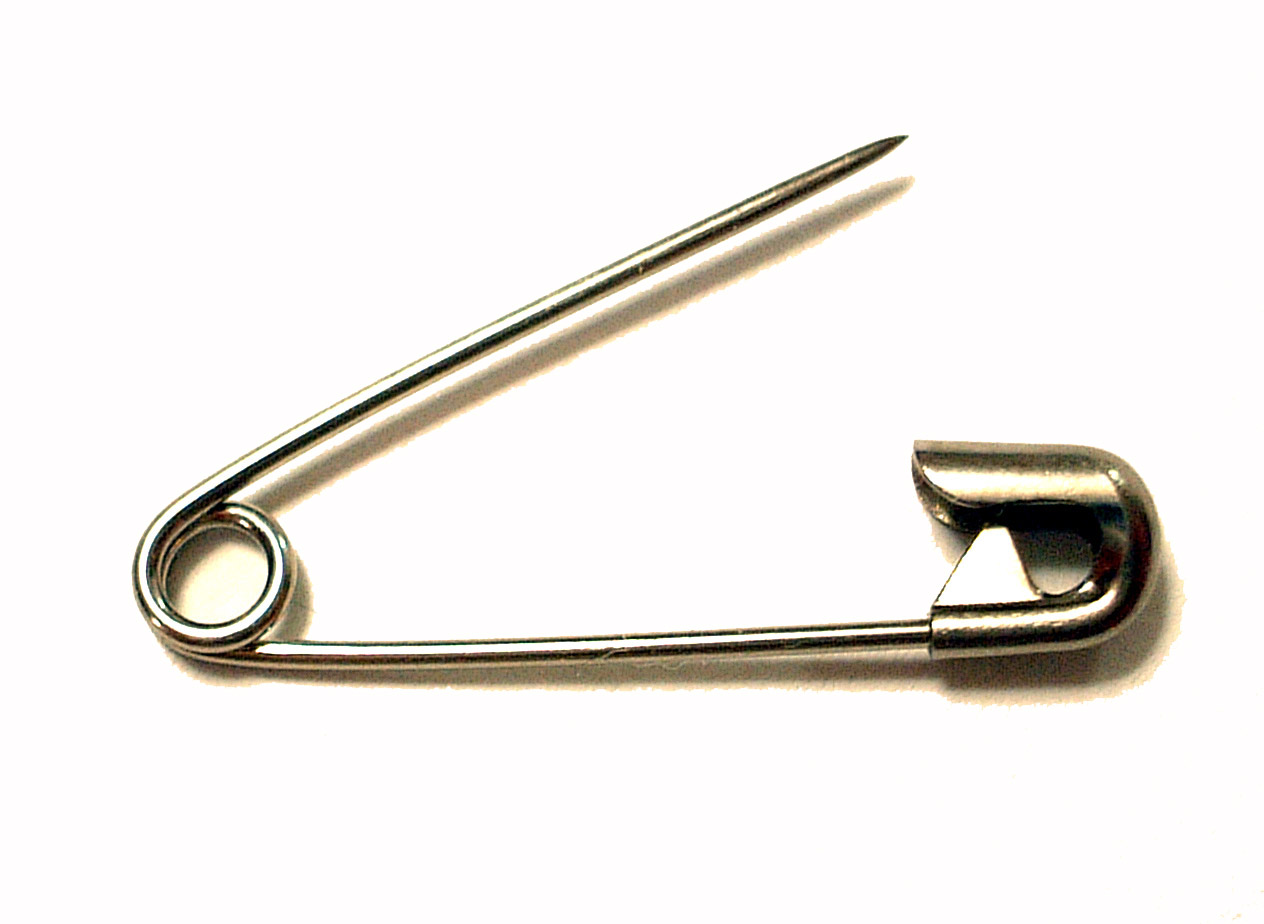
Một chiếc kim băng

Kim băng là một loại ghim được uốn cong tạo thành một vòng khép kín, phần đầu có mũ che mũi nhọn của kim. Kim băng dùng để gài miệng túi hoặc đính các phần mảnh vải lại với nhau, như dùng để ghim tã cho trẻ nhỏ, hay đính các phù hiệu lên áo.

## Tiền thân

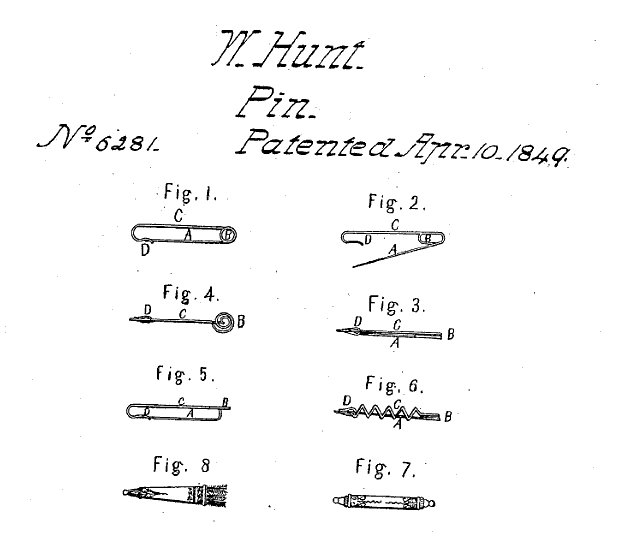
Bằng sáng chế năm 1849 của Walter Hunt về chiếc kim băng.

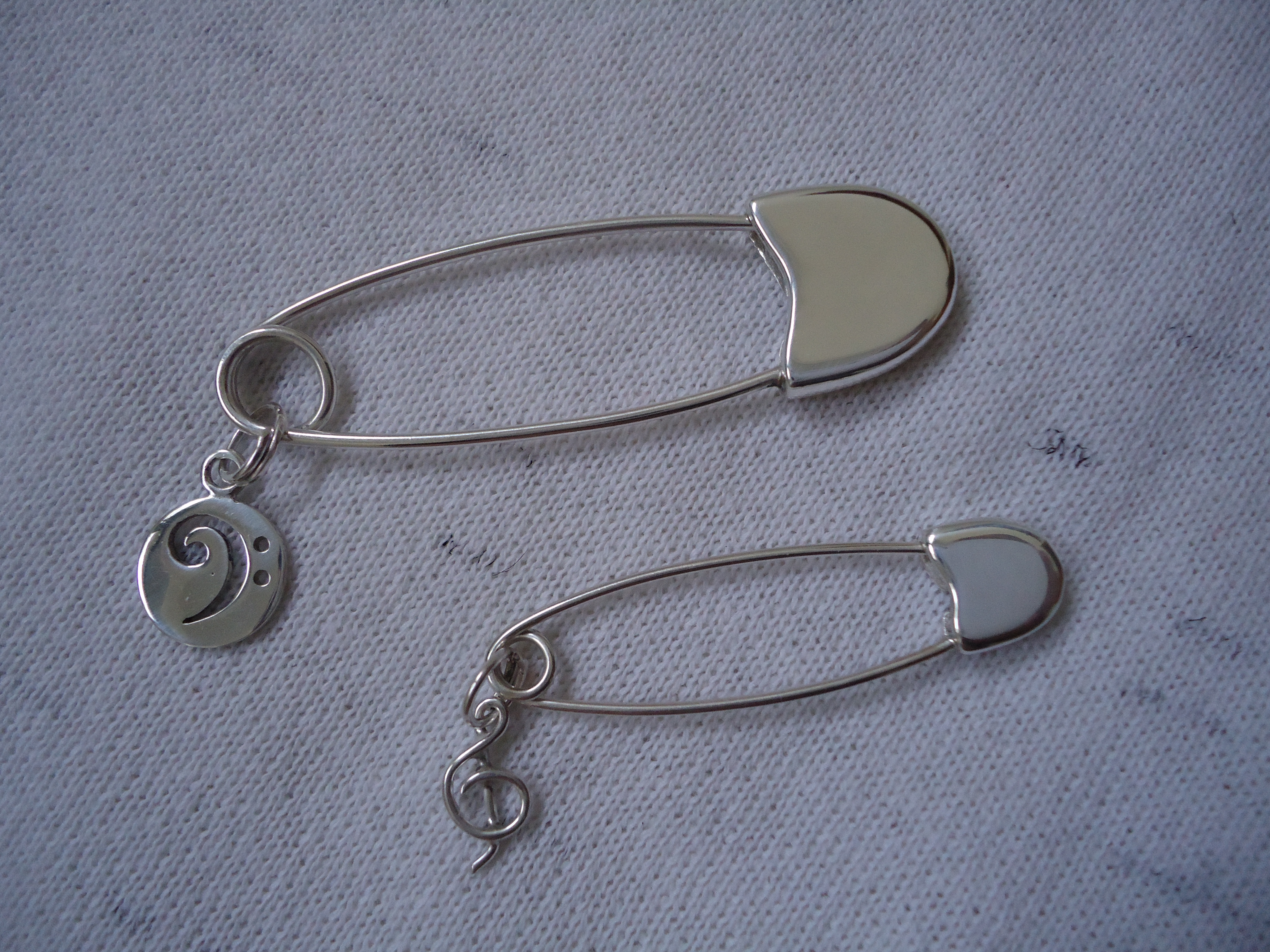
Kim băng an toàn bằng chất liệu bạc

Những chiếc trâm cài của người Hy Lạp cổ đại vào thời kỳ Mycenae được tìm thấy trên báo đảo Peloponnesos, được xem là tiền thân của những chiếc kim băng ngày nay vì chúng có cấu tạo và mục đích sử dụng tương tự. Những chiếc trâm này được phụ nữ và đàn ông Hy Lạp cổ đại dùng để cài áo của họ.

## Phát minh
Walter Hunt, thợ cơ khí người Mỹ, là người phát minh ra chiếc kim băng được sử dụng đến ngày nay. Cấu tạo của kim băng bao gồm một chốt gài để che đi phần mũi nhọn của kim để giữ cho nó không bị bung ra, và một vòng xoắn ở khúc cong của chiếc kim hoạt động như một lò xo và giữ nó đúng vị trí.
Hunt đã nghĩ ra phát minh này khi ông trả khoản nợ 15 USD cho một người bạn. Ông đã sử dụng một đoạn dây đồng dài khoảng 8 inch, cuộn nó lại ở giữa dây để nó sẽ mở bung khi được thả ra. Hunt được cấp bằng sáng chế vào ngày 10 tháng 4 năm 1849. Hunt sau đó đã bán bằng sáng chế cho công ty W. R. Grace & Co với giá 400 USD lúc bấy giờ (tương đương khoảng 12.000 USD năm 2019). Hunt đã trích 15 USD trả nợ cho bạn và giữ số tiền còn lại cho mình. Điều mà Hunt không nhận ra là trong những năm tiếp theo, W. R. Grace & Co đã kiếm được hàng triệu đô la lợi nhuận từ phát minh của mình.